# Cephalotes clypeatus
Cephalotes clypeatus Fabricius, 1804 è un genere di formiche della sottofamiglia Myrmicinae.

## Descrizione

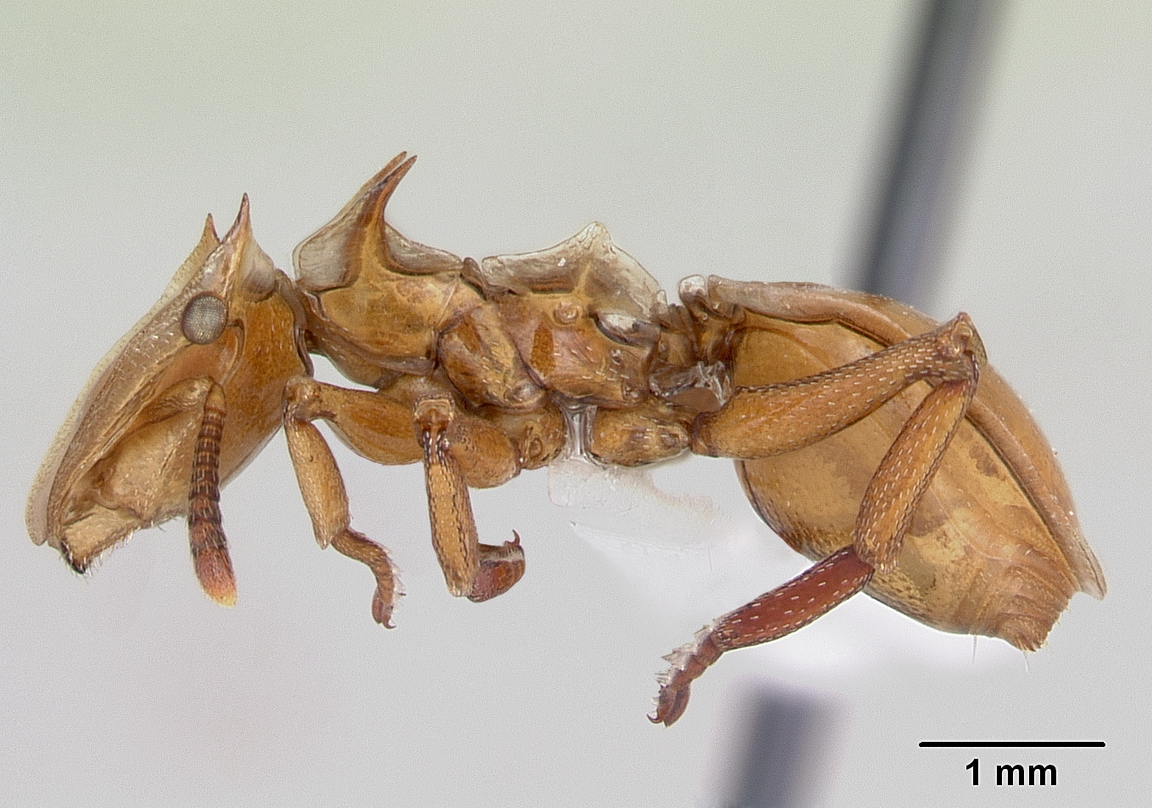
Visione laterale
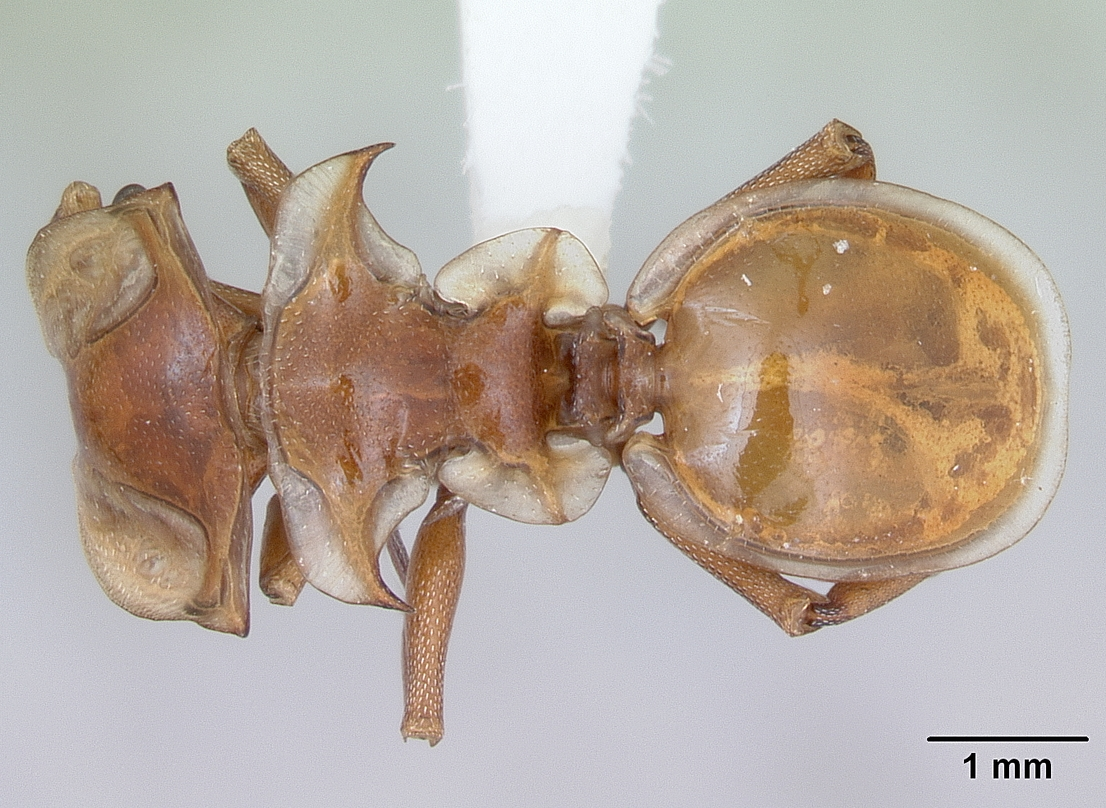
Visione dorsale
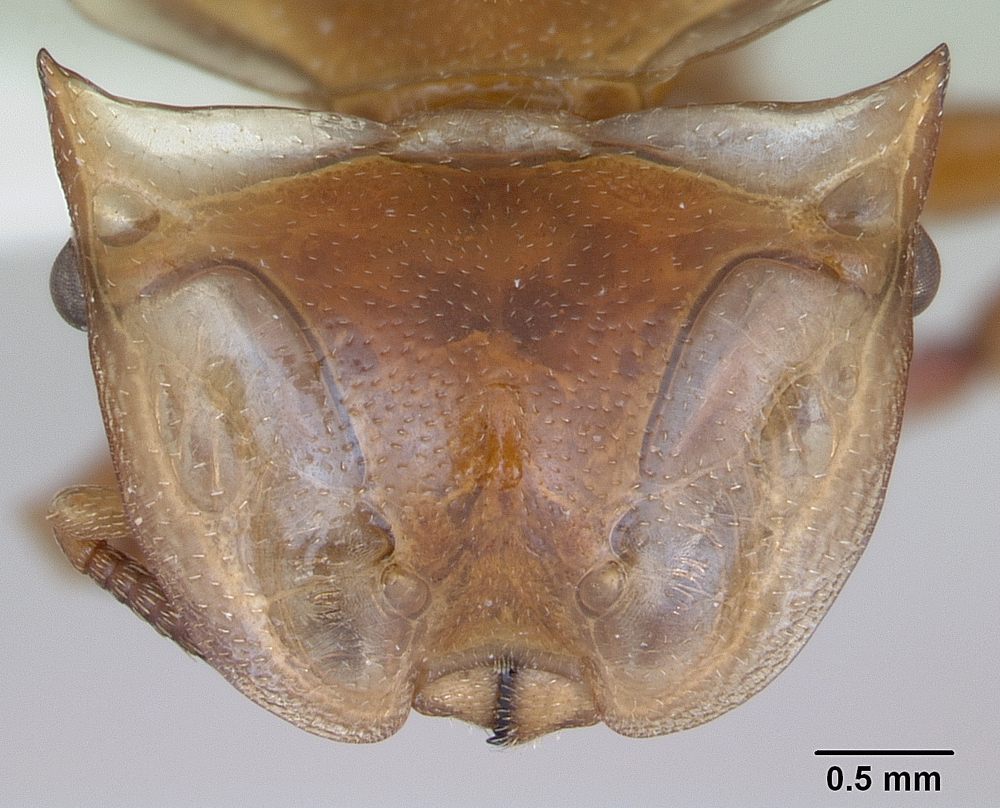
Testa

## Biologia
Presentano strutture cefaliche, toraciche e addominali appiattite che sfruttano per planare durante le cadute dagli alberi.

## Distribuzione e habitat
Cephalotes clypeatus è una formica arboricola che si può trovare in America meridionale.